# Biathlon-Europameisterschaften 2020
Die 27. Biathlon-Europameisterschaften (offiziell: IBU Open European Championships Biathlon 2020) fanden vom 24. Februar bis zum 1. März 2020  im Wintersportkomplex Raubitschy nahe der belarussischen Hauptstadt Minsk statt. Minsk richtete bereits die Europameisterschaften 1998, 2004 und 2019 sowie die Biathlon-Weltmeisterschaften 1982 und 1990 aus.
Die Veranstaltung war ursprünglich ans estnische Otepää, Ausrichtungsort der Europameisterschaften 2010 und 2015, vergeben worden. Aufgrund von Schneemangel und warmem Wetter mussten die Wettkämpfe elf Tage vor Beginn abgesagt werden. Minsk-Raubitschy, bereits als regulärer Veranstaltungsort des IBU-Cup-Finales eine Woche später vorgesehen, erklärte sich daraufhin bereit, die Veranstaltung zu übernehmen.
Da allerdings auch in Raubitschy nicht alle Runden beschneit werden konnten, musste zudem das Wettkampfprogramm der Europameisterschaften angepasst werden. Anstatt des Einzels wurde erstmals die 2018 eingeführte Disziplin Supersprint ausgetragen.
Da die Europameisterschaften als „offene“ Wettkämpfe ausgetragen wurden, war das Teilnehmerfeld nicht auf Athleten aus Europa begrenzt. Einzelathleten und Mannschaften aus Nord- und Südamerika, Asien und Australien nahmen auch an den Wettkämpfen teil.
Die Meisterschaften waren der Höhepunkt der Saison 2019/20 des IBU-Cups. Die Ergebnisse der Rennen flossen auch in die Gesamtwertungen des IBU-Cups mit ein.
Die Biathlon-Junioren-Europameisterschaften 2020 fanden wieder getrennt von den Europameisterschaften statt und sollten vom 9. bis 15. März in Hochfilzen ausgetragen werden. Aufgrund der COVID-19-Pandemie fanden aber nur der Sprint und das Einzel statt. Nach diesen Rennen wurden die Europameisterschaften beendet.

## Zeitplan
| Datum             | Männer          | Männer                               | Frauen                               | Frauen                               |
| ----------------- | --------------- | ------------------------------------ | ------------------------------------ | ------------------------------------ |
| 25. Februar (Di.) | Eröffnungsfeier | Eröffnungsfeier                      | Eröffnungsfeier                      | Eröffnungsfeier                      |
| 26. Februar (Mi.) | 11:00           | Supersprint Qualifikation (3 km)     | 13:00                                | Supersprint Qualifikation (3 km)     |
| 26. Februar (Mi.) | 15:30           | Supersprint Finale (5 km)            | 16:00                                | Supersprint Finale (5 km)            |
| 27. Februar (Do.) | 12:00           | Single-Mixed-Staffel (6 km + 7,5 km) | Single-Mixed-Staffel (6 km + 7,5 km) | Single-Mixed-Staffel (6 km + 7,5 km) |
| 27. Februar (Do.) | 15:00           | Mixed-Staffel (4 × 6 km)             | Mixed-Staffel (4 × 6 km)             | Mixed-Staffel (4 × 6 km)             |
| 29. Februar (Sa.) | 10:30           | Sprint (10 km)                       | 13:30                                | Sprint (7,5 km)                      |
| 1. März (So.)     | 10:30           | Verfolgung (12,5 km)                 | 12:30                                | Verfolgung (10 km)                   |

Alle Startzeiten in MEZ, vor Ort gilt die Moskauer Zeit.

## Medaillenspiegel
| Platz | Land        | Gold | Silber | Bronze | Gesamt |
| ----- | ----------- | ---- | ------ | ------ | ------ |
| 1     | Belarus     | 3    | –      | 1      | 4      |
| 2     | Russland    | 2    | 2      | –      | 4      |
| 3     | Norwegen    | 1    | 2      | 3      | 6      |
| 4     | Ukraine     | 1    | 1      | 2      | 4      |
| 5     | Schweden    | 1    | –      | 1      | 2      |
| 6     | Deutschland | –    | 1      | –      | 1      |
|       | Lettland    | –    | 1      | –      | 1      |
|       | Tschechien  | –    | 1      | –      | 1      |
| 9     | Frankreich  | –    | –      | 1      | 1      |

## Ergebnisse

### Männer

#### Supersprint Finale 5 km
| Platz | Sportler               | Schießfehler | Zeit    |
| ----- | ---------------------- | ------------ | ------- |
| 1     | Sergei Botscharnikow   | 0+0+0+0      | 14:12,8 |
| 2     | Adam Václavík          | 0+0+0+0      | +0,4    |
| 3     | Dmytro Pidrutschnyj    | 0+0+1+0      | +0,5    |
| 4     | Émilien Claude         | 0+0+0+0      | +10,0   |
| 5     | Sturla Holm Lægreid    | 1+0+0+0      | +13,2   |
| 6     | Endre Strømsheim       | 0+0+1+1      | +25,6   |
| 7     | Said Karimulla Chalili | 0+0+0+1      | +29,7   |
| 8     | Tomáš Krupčík          | 0+0+0+1      | +30,1   |
| 9     | Andrejs Rastorgujevs   | 0+0+1+0      | +30,1   |
| 10    | Viktar Kryuko          | 1+1+0+0      | +41,0   |

Start: Mittwoch, 26. Februar 2020, 15:30 Uhr
Gemeldet: 123 Athleten; nicht am Start (DNS): 3
Im Finale: 30

#### Sprint 10 km
| Platz | Sportler                  | Schießfehler | Zeit    |
| ----- | ------------------------- | ------------ | ------- |
| 1     | Matwei Jelissejew         | 1+0          | 23:46,4 |
| 2     | Andrejs Rastorgujevs      | 0+1          | +4,1    |
| 3     | Aleksander Fjeld Andersen | 0+1          | +25,5   |
| 4     | Vytautas Strolia          | 0+1          | +26,3   |
| 5     | Sergei Botscharnikow      | 1+0          | +27,5   |
| 6     | Roman Rees                | 0+0          | +30,8   |
| 7     | Anton Smolski             | 1+1          | +36,7   |
| 8     | Said Karimulla Chalili    | 0+1          | +38,8   |
| 9     | Kirill Strelzow           | 0+1          | +43,8   |
| 10    | Lucas Fratzscher          | 1+0          | +52,7   |

Start: Samstag, 29. Februar 2020, 10:30 Uhr
Gemeldet: 122 Athleten; nicht am Start (DNS): 3; nicht im Ziel (DNF): 1

#### Verfolgung 12,5 km
| Platz | Sportler                  | Schießfehler | Zeit    |
| ----- | ------------------------- | ------------ | ------- |
| 1     | Sergei Botscharnikow      | 0+0+0+2      | 35:03,9 |
| 2     | Sturla Holm Lægreid       | 1+0+0+1      | +6,7    |
| 3     | Sivert Guttorm Bakken     | 0+0+1+1      | +23,9   |
| 4     | Aleksander Fjeld Andersen | 1+0+2+1      | +37,0   |
| 5     | Adam Václavík             | 0+1+0+0      | +37,0   |
| 6     | Said Karimulla Chalili    | 0+0+1+2      | +52,1   |
| 7     | Matwei Jelissejew         | 2+1+1+1      | +1:04,4 |
| 8     | Nikita Porschnew          | 0+0+1+2      | +1:14,8 |
| 9     | Sindre Pettersen          | 1+1+1+2      | +1:19,5 |
| 10    | Andrejs Rastorgujevs      | 1+2+2+1      | +1:20,9 |

Start: Sonntag, 1. März 2020, 10:30 Uhr
Qualifiziert: 60 Athleten; nicht am Start (DNS): 1

### Frauen

#### Supersprint Finale 5 km
| Platz | Sportler                | Schießfehler | Zeit    |
| ----- | ----------------------- | ------------ | ------- |
| 1     | Jewgenija Pawlowa       | 0+0+0+0      | 16:31,8 |
| 2     | Olena Pidhruschna       | 0+0+0+0      | +2,8    |
| 3     | Chloé Chevalier         | 0+0+0+0      | +5,5    |
| 4     | Walentyna Semerenko     | 0+0+1+0      | +8,4    |
| 5     | Emma Nilsson            | 0+0+0+0      | +14,3   |
| 6     | Anastassija Merkuschyna | 0+0+0+0      | +15,2   |
| 7     | Elisabeth Högberg       | 1+0+0+0      | +18,6   |
| 8     | Iryna Kryuko            | 1+0+0+0      | +20,3   |
| 9     | Wiktorija Sliwko        | 0+0+0+0      | +25,4   |
| 10    | Dsinara Alimbekawa      | 0+0+0+1      | +36,0   |

Start: Mittwoch, 26. Februar 2020, 16:00 Uhr
Gemeldet: 105 Athleten; nicht am Start (DNS): 3; nicht im Ziel (DNF): 1
Im Finale: 30

#### Sprint 7,5 km
| Platz | Sportler                | Schießfehler | Zeit    |
| ----- | ----------------------- | ------------ | ------- |
| 1     | Elisabeth Högberg       | 1+0          | 22:39,6 |
| 2     | Ida Lien                | 0+0          | +14,4   |
| 3     | Iryna Kryuko            | 0+1          | +15,9   |
| 4     | Kristina Reszowa        | 0+0          | +20,2   |
| 5     | Åsne Skrede             | 0+1          | +29,5   |
| 6     | Anastassija Merkuschyna | 0+1          | +44,7   |
| 7     | Walentyna Semerenko     | 0+2          | +49,3   |
| 8     | Stefanie Scherer        | 0+0          | +58,5   |
| 9     | Karoline Erdal          | 0+0          | +58,7   |
| 10    | Chloé Chevalier         | 1+1          | +1:01,3 |

Start: Samstag, 29. Februar 2020, 13:30 Uhr
Gemeldet: 107 Athletinnen; nicht am Start (DNS): 3; nicht im Ziel (DNF): 1

#### Verfolgung 10 km
| Platz | Sportler                | Schießfehler | Zeit    |
| ----- | ----------------------- | ------------ | ------- |
| 1     | Jelena Krutschinkina    | 0+0+0+0      | 29:21,1 |
| 2     | Kristina Reszowa        | 1+0+0+1      | +17,6   |
| 3     | Elisabeth Högberg       | 0+1+0+2      | +35,1   |
| 4     | Caroline Colombo        | 1+0+0+0      | +55,0   |
| 5     | Anastassija Merkuschyna | 1+1+0+0      | +55,8   |
| 6     | Iryna Kryuko            | 0+1+1+1      | +1:12,4 |
| 7     | Uljana Kaischewa        | 0+0+0+1      | +1:33,7 |
| 8     | Åsne Skrede             | 1+0+0+1      | +1:34,8 |
| 9     | Walentyna Semerenko     | 0+0+1+2      | +1:34,9 |
| 10    | Ida Lien                | 0+2+0+1      | +1:48,2 |

Start: Sonntag, 1. März 2020, 12:30 Uhr
Qualifiziert: 60 Athleten; nicht am Start (DNS): 13; überrundet (LAP): 3

### Mixedbewerbe

#### Single-Mixed-Staffel
| Platz | Land                | Sportler(in)                            | Zeit    | Strafrunden + Nachlader             |
| ----- | ------------------- | --------------------------------------- | ------- | ----------------------------------- |
| 1     | Norwegen            | Karoline Erdal Endre Strømsheim         | 47:12,2 | 0+1 0+2 / 0+2 0+0 0+3 0+1 / 0+3 0+0 |
| 2     | Deutschland         | Stefanie Scherer Justus Strelow         | +11,5   | 0+2 0+0 / 0+0 0+0 0+1 0+1 / 0+1 0+0 |
| 3     | Ukraine             | Anastassija Merkuschyna Ruslan Tkalenko | +11,8   | 0+0 0+1 / 0+0 0+2 0+1 0+0 / 0+2 0+1 |
| 4     | Lettland            | Baiba Bendika Andrejs Rastorgujevs      | +57,6   | 0+1 0+2 / 0+0 0+2 1+3 1+3 / 0+0 0+2 |
| 5     | Österreich          | Dunja Zdouc Peter Brunner               | +1:07,1 | 0+3 0+1 / 0+2 0+2 0+0 0+1 / 0+2 0+2 |
| 6     | Russland            | Jewgenija Pawlowa Kirill Strelzow       | +1:34,2 | 0+2 0+0 / 0+1 0+1 0+0 0+2 / 0+1 0+0 |
| 7     | Schweden            | Ingela Andersson Gabriel Stegmayr       | +1:40,5 | 0+1 0+3 / 0+2 0+1 0+1 0+1 / 0+0 0+0 |
| 8     | Frankreich          | Caroline Colombo Émilien Claude         | +2:31,6 | 0+2 0+2 / 1+3 0+1 0+3 0+2 / 0+1 0+0 |
| 9     | Polen               | Anna Mąka Andrzej Nędza-Kubiniec        | +2:45,0 | 0+0 0+2 / 0+2 0+1 0+1 0+2 / 0+2 1+3 |
| 10    | Volksrepublik China | Zhang Yan Wang Wenqiang                 | +2:58,6 | 0+1 0+1 / 0+0 0+3 0+2 0+1 / 0+1 0+0 |

Start: Donnerstag, 27. Februar 2020, 12:00 Uhr
Gemeldet und am Start: 27 Nationen; überrundet (LAP): 11

#### Mixed-Staffel
| Platz | Land       | Sportler(in)                                                            | Zeit      | Strafrunden + Nachlader         |
| ----- | ---------- | ----------------------------------------------------------------------- | --------- | ------------------------------- |
| 1     | Ukraine    | Valentyna Semerenko Julija Dschyma Artem Pryma Dmytro Pidrutschnyj      | 1:11:32,1 | 0+2 0+1 0+1 0+0 0+1 0+2 0+2 0+0 |
| 2     | Russland   | Kristina Reszowa Wiktorija Sliwko Eduard Latypow Said Karimulla Chalili | +32,2     | 0+3 0+1 0+1 0+2 0+1 0+0 0+0 0+1 |
| 3     | Norwegen   | Åsne Skrede Ida Lien Sivert Guttorm Bakken Aleksander Fjeld Andersen    | +33,7     | 0+1 0+1 0+0 0+0 0+0 0+1         |
| 4     | Belarus    | Dsinara Alimbekawa Iryna Kryuko Anton Smolski Sergei Botscharnikow      | +40,4     | 0+0 0+2 0+0 0+1 0+3 0+0 0+1 1+3 |
| 5     | Polen      | Kinga Zbylut Kamila Żuk Łukasz Szczurek Grzegorz Guzik                  | +2:33,3   | 0+1 0+2 0+0 0+2 0+0 0+1 0+3 0+1 |
| 6     | Estland    | Regina Oja Johanna Talihärm Kalev Ermits Rene Zahkna                    | +2:40,1   | 0+1 0+1 1+3 2+3 0+0 0+0         |
| 7     | Frankreich | Camille Bened Chloé Chevalier Sébastien Mahon Martin Perrillat Bottonet | +2:40,5   | 0+0 0+2 0+0 0+0 0+0 1+3 0+1 0+1 |
| 8     | Tschechien | Natálie Jurčová Tereza Voborníková Milan Žemlička Tomáš Krupčík         | +2:50,8   | 0+1 0+1 0+0 0+1 0+0 0+2 0+3 0+0 |
| 9     | Österreich | Simone Kupfner Fabienne Hartweger David Komatz Patrick Jakob            | +3:44,7   | 0+1 0+0 0+2 1+3 0+0 0+0 0+1 0+1 |
| 10    | Italien    | Irene Lardschneider Nicole Gontier Saverio Zini Daniele Cappellari      | +4:00,8   | 0+0 0+0 0+3 0+1 1+3 0+1 0+2 0+1 |

Start: Donnerstag, 25. Februar 2020, 15:00 Uhr
Gemeldet: 22 Nationen; überrundet (LAP): 9
Die drittplatzierte norwegische Mixed-Staffel wurde nach Beschwerde der belarussischen Mannschaft zunächst aufgrund von Behinderung (IBU-Wettkampfregeln 11.3.4 k) disqualifiziert. Nach Einspruch der Norweger und erneuter Ansicht von Bildmaterial nahm die Jury diese Entscheidung jedoch etwa fünf Stunden nach Ende des Wettkampfes wieder zurück.